# Alice the Peacemaker
Série Alice Comedies
Alice and the Dog Catcher
(1924) Alice Gets in Dutch
(1924)
Pour plus de détails, voir Fiche technique et Distribution.
Alice the Peacemaker est un court métrage d'animation américain muet de la série Alice Comedies sorti en 1924.

## Synopsis
Alice tente de réconcilier deux livreurs de journaux en leur racontant l'histoire de la souris Ike et du chat Julius se battant sans arrêt avant d'être devenus ami après avoir été poursuivis par la police.

## Fiche technique
- Titre original : Alice the Peacemaker
- Série : Alice Comedies
- Réalisation : Walt Disney
- Scénario : Walt Disney
- Animation : Ub Iwerks, Rollin Hamilton
- Encrage et peinture : Lillian Bounds, Kathleen Dollard
- Photographie : Harry Forbes (prise de vue réelle), Mike Marcus (animation)
- Montage : Margaret J. Winkler
- Production : Walt Disney
- Société de production : Disney Brothers Studios
- Société de distribution : Margaret J. Winkler (1924)
- Pays de production :  États-Unis
- Format d'image : noir et blanc - 35 mm - 1,37:1 - muet
- Genre : animation et prises de vues réelles
- Durée : 7 min 35[1]
- Date de sortie : 1er août 1924 (États-Unis)

Source : Walt in Wonderland

## Distribution
- Virginia Davis : Alice
- Leon Holmes : Livreur de journaux potelé
- Tommy Hicks : Fat Kid
- Spec O'Donnell : Livreur de journaux aux tâches de rousseur

## Commentaires
Ce film marque la première apparition de la souris Ike, opposée au chat Julius.
Produit de juin à juillet 1924, il a été présenté en avant-première au Bard's Hollywood Theatre à Los Angeles. 